# Guadalupe Victoria, Ascensión
Guadalupe Victoria är en ort i Mexiko.   Den ligger i kommunen Ascensión och delstaten Chihuahua, i den nordvästra delen av landet, 1 600 km nordväst om huvudstaden Mexico City. Guadalupe Victoria ligger 1 230 meter över havet och antalet invånare är 1 369.
Terrängen runt Guadalupe Victoria är huvudsakligen platt, men åt sydväst är den kuperad. Runt Guadalupe Victoria är det mycket glesbefolkat, med 2 invånare per kvadratkilometer. Guadalupe Victoria är det största samhället i trakten. Omgivningarna runt Guadalupe Victoria är i huvudsak ett öppet busklandskap.